# Bistum Oberá
Das Bistum Oberá (lat.: Dioecesis Oberensis, span.: Diócesis de Oberá) ist eine in Argentinien gelegene römisch-katholische Diözese mit Sitz in Oberá.

## Geschichte
Das Bistum Oberá wurde am 13. Juni 2009 durch Papst Benedikt XVI. mit der Apostolischen Konstitution Valde solliciti aus Gebietsabtretungen der Bistümer Posadas und Puerto Iguazú errichtet und dem Erzbistum Corrientes als Suffraganbistum unterstellt.

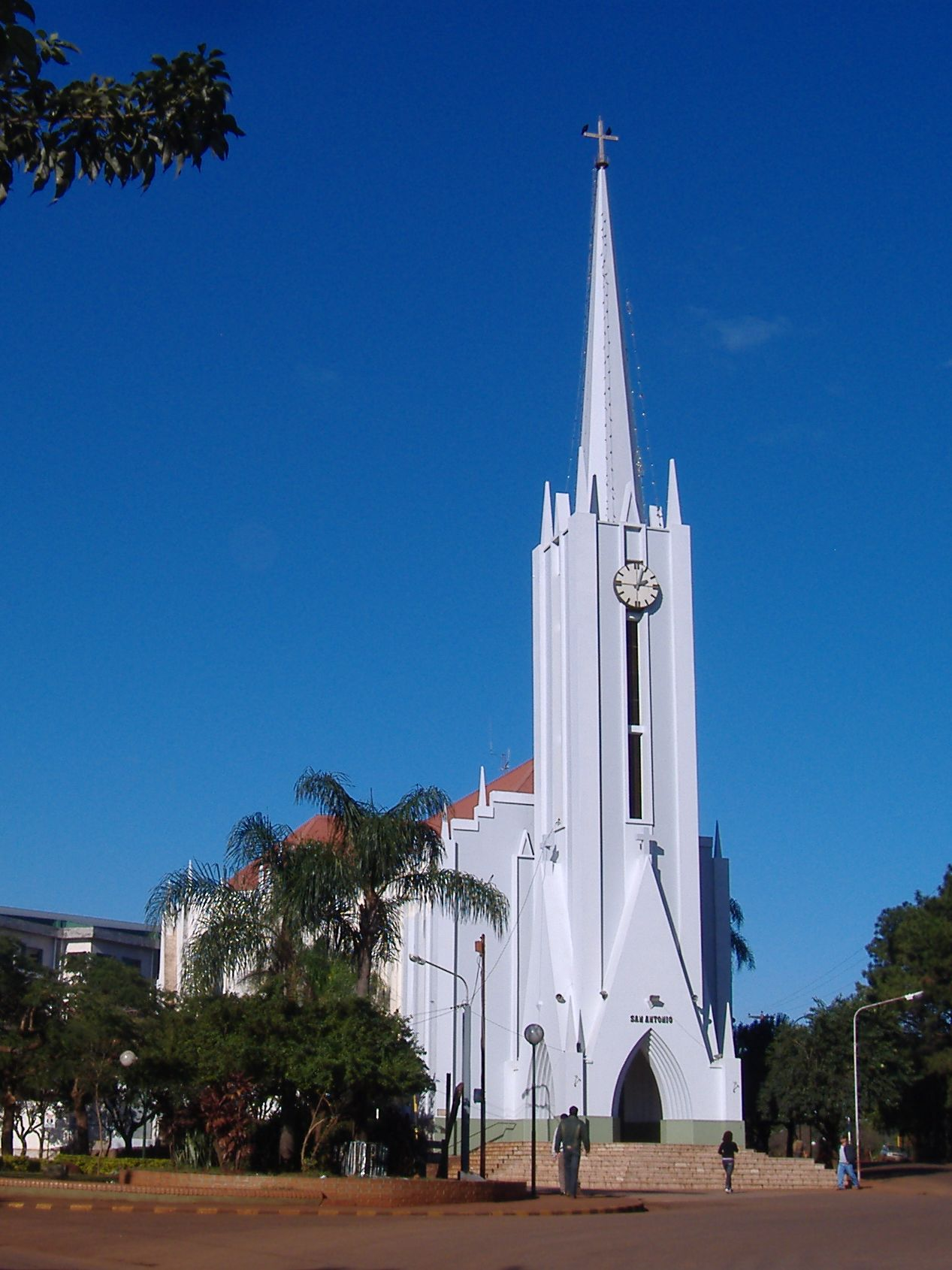
Kathedrale San Antonio de Padua in Oberá

## Bischöfe von Oberá
- Víctor Selvino Arenhart, 2009–2010
- Damián Santiago Bitar, seit 2010